# José Azevedo
José Bento Azevedo Carvalho (ur. 19 września 1973 w Vila do Conde) - były portugalski kolarz szosowy.
Od 1994 ścigał się w zawodowym peletonie. Jego największymi sukcesami są: piąte miejsce w Giro d'Italia 2001, szóste w Tour de France 2002 i piąte w Tour de France 2004. Karierę zakończył w 2008.
Azevedo specjalizował się w jeździe po górach. Nazywano go Asem, gdyż jego pomoc była nieoceniona dla lidera ekipy - Lance'a Armstronga, który mówił, że jest on najlepszym pomocnikiem, jakiego miał.
Azevedo chcąc spędzać więcej czasu z rodziną, przeniósł się w 2007 roku do krajowej ekipy, gdzie rok później, podczas narodowego wyścigu, zakończył karierę.

## Najważniejsze zwycięstwa i sukcesy
- 1999
  - 2. miejsce na 9. i 10. etapie Volta a Portugal
- 2000
  - 2. miejsce w Volta ao Algarve
  - 1. miejsce w GP Portugal Telecom
  - 4. miejsce w Volta a Portugal
- 2001
  - 2. miejsce w Volta ao Algarve
  - 5. miejsce w Paryż-Nicea
  - 5. miejsce w Giro d'Italia
    - 2. miejsce na 17. etapie
    -  maglia rosa przez cztery etapy

  - 1. miejsce w mistrzostwach Portugalii w jeździe indywidualnej na czas
- 2002
  - 5. miejsce w La Flèche Wallonne
  - 6. miejsce w Tour de France
- 2003
  - 2. miejsce w Deutschland Tour
    - 1. miejsce na 5. etapie
- 2004
  - 5. miejsce w Tour de France
- 2006
  - 6. miejsce w Paryż-Nicea
  - 4. miejsce w Critérium du Dauphiné Libéré
- 2007
  - 6. miejsce w Volta a Portugal